# 2009 KK30
2009 KK30, também escrito como 2009 KK30, é um corpo menor que está localizado no disco disperso, uma região do Sistema Solar. Ele possui uma magnitude absoluta de 8,3 e tem um diâmetro estimado de cerca de 167 km.

## Descoberta
2009 KK30 foi descoberto no dia 25 de maio de 2009 por M. Yagi.

## Órbita
A órbita de 2009 KK30 tem uma excentricidade de 0,376 e possui um semieixo maior de 54,332 UA. O seu periélio leva o mesmo a uma distância de 37,753 UA em relação ao Sol e seu afélio a 60,407 UA.